# هالكيريد
هالكيريد (بالإنجليزية: Halkieriid)‏، وهي مجموعة من الكائنات الحية الأحفورية من الكمبري السفلي إلى الأوسط. والذي تم العثور عليه في كل قارة تقريبًا في الرواسب السفلى إلى منتصف الكمبري، مكونًا كبيرًا من مجموعات أحافير صغيرة. أفضل الأنواع المعروفة هي هالكيرا إيفانغليستا، من شمال جرينلاند سيريوس باسيت، حيث تم جمع عينات كاملة في رحلة استكشافية في عام 1989.
وقد وصف سيمون كونواي موريس وجون بيل الحفريات في ورقة بحثية قصيرة في عام 1990 في مجلة نيتشر. في وقت لاحق تم إجراء وصف أكثر شمولاً في عام 1995 في مجلة المعاملات الفلسفية للجمعية الملكية في لندن وتم طرح آثار تطورية أوسع. تُعادل المجموعة أحيانًا بـ ساتشيتيدا، على الرغم من أن هذه المجموعة كما تم تصورها في الأصل تشمل على "wiwaxiids" (ويواكسيدز) وبالتالي فهي تعادل "Halwaxiida" (هالواكسيدا).